# آدایازی، امیرداغ
ادایازی، ایمرداگ (به لاتین: Adayazı, Emirdağ) در ترکیه است که در afyonkarahisar province واقع شده‌است.